# Kalendarium Wojska Polskiego 1807–1814

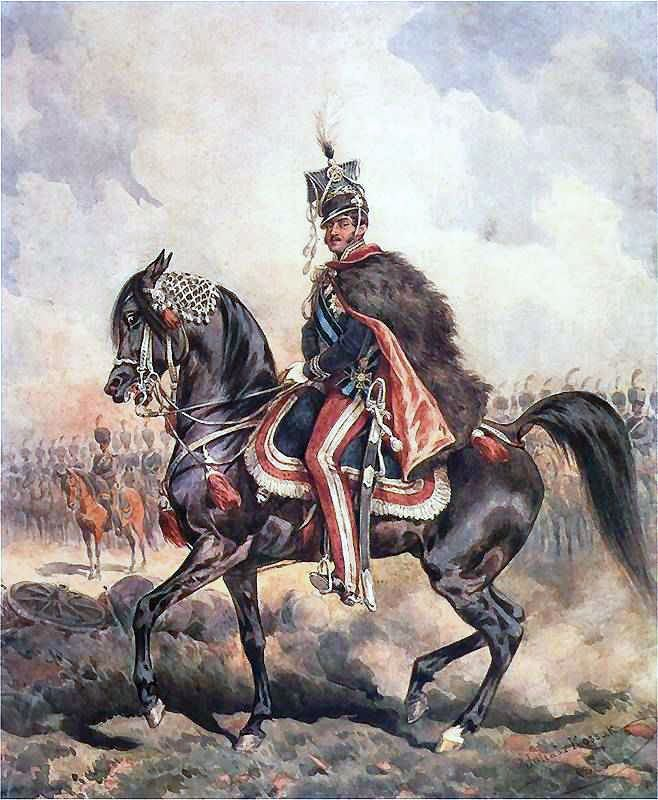
Ks. Józef Poniatowski, naczelny wódz Armii Księstwa Warszawskiego

Kalendarium wojska polskiego 1807-1814 – wydarzenia w wojsku polskim w latach 1807–1814.

## 1807
styczeń–kwiecień
- skierowanie części legionistów do kraju i pozostawienie części w gwardii Neapolu[1]

14 stycznia
- mianowanie ks. Józefa Poniatowskiego dyrektorem wojny w powołanej przez Napoleona Komisji Rządzącej[1][2]

12 lutego
- rozpoczęcie ofensywy Legii gen. Dąbrowskiego na Tczew[1]

17 maja
- kapitulacja Gdańska[1]

14 czerwca
- udział Polaków w bitwie pod Friedlandem[1]

7 lipca
- utworzenie w Tylży Księstwa Warszawskiego z 40 000 armią[1][3]

3 października
- Józef Poniatowski został ministrem wojny[4]

## 1808
10 maja
- przejęcie przez Francję (układem w Bajonnie) 1 pułku lekkokonnego gwardii i Legii Nadwiślańskiej, a także tzw. Dywizji Polskiej[1]

30 czerwca–15 sierpnia
- pierwsze (nieudane) oblężenie Saragossy[1]

23 listopada
- jazda polska rozstrzygnęła bitwę pod Tudelą[4]

30 listopada
- szarża polskich lekkokonnych w wąwozie Somosierra[1][5]

9 grudnia–20 lutego 1909
- drugie oblężenie Saragossy zakończone kapitulacją Hiszpanów[1]

## 1809
luty
- koniec drugiego oblężenia Saragossy i jej kapitulacja[6]

kwiecień–lipiec
- wojna polsko-austriacka[6]

19 kwietnia
- bitwa pod Raszynem[1][5]

21 kwietnia

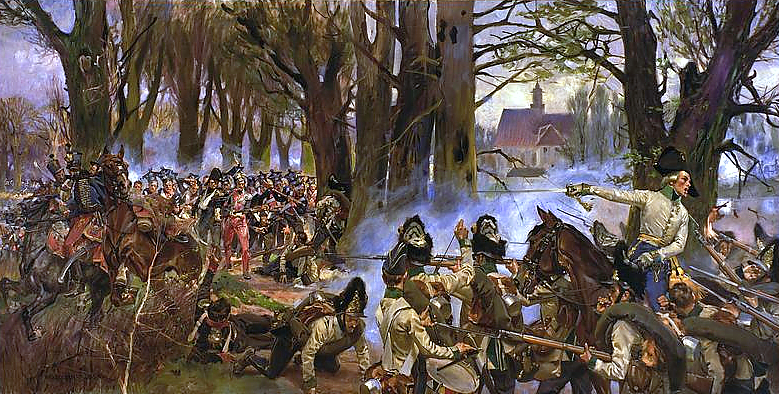
Bitwa pod Raszynem

- oddanie Warszawy Austriakom i przejście armii polskiej na wschodni brzeg Wisły[6]

2–3 maja
- zniszczenie przedmościa austriackiego pod Górą Kalwarią[6]

14 maja
- Zajęcie Lublina przez wojska polskie[6][5]

18 maja
- zdobycie Sandomierza[6][5]

20 maja
- zdobycie Zamościa[6][5]

26 maja
- wojska polskie zajmują Lwów[5]

2 czerwca
- Austriacy opuszczają Warszawę[6][7]

4 czerwca
- zajęcie Lwowa przez jazdę polską[6]

11 czerwca
- porażka gen. Zajączka pod Jedlińskiem[6]

12 czerwca
- bitwa pod Gorzycami[6]

18 czerwca
- kapitulacja  wojsk polskich w Sandomierzu[6]

5–6 lipca
- Bitwa pod Wagram[6]

12 lipca
- Rozejm w Znaim[6]

15 lipca
- wyzwolenie Krakowa, włączonego niebawem do Księstwa Warszawskiego[1][7]

14 października
- pokój w Schonbrunn; powiększenie obszaru państwa i armii[1][7]

15 października
- zwycięska obrona Fuengiroli przed desantem angielskim (Hiszpania)[6]

## 1810
14 maja
- zdobycie Leridy z udziałem wojsk polskich[6]

15 października
- zwycięstwo polskie pod Fuengirolą nad desantem angielskim lorda Blaneya[1]

## 1811
2 stycznia
- zdobycie Tortosy z udziałem wojsk polskich[6]

16 maja
- zwycięstwo polskiej jazdy nad Anglikami pod Albuhera[1]

17 maja
- utworzenie oddzielnego polskiego V korpusu ks. Józefa Poniatowskiego w przewidywaniu wojny z Rosją[1]

## 1812
24 czerwca
- graniczną rzekę Niemen między Księstwem Warszawskim i Rosją przekracza półmilionowa armia francuska[8]

17–18 sierpnia
- Bitwa pod Smoleńskiem, polska piechota jako pierwsza wdarła się do miasta[8]

17 września
- Bitwa pod Borodino z wybitnym udziałem wojsk polskich[8]

7 listopada
- walna bitwa „wielkiej armii” z Rosjanami pod Borodino[1]

26–28 listopada
- przeprawa odwrotowa przez Berezynę[1][8]

## 1813
styczeń

- Księstwo Warszawskie opuszcza Książę Józef Poniatowski na czele kilkunastotysięcznej armii i cofa się na Kraków[9]

20 lutego
- reorganizacja armii polskiej w Krakowie[1]

maj

- wezwany przez Napoleona Książę Józef udał się z polskimi wojskami do Saksonii[9]

16–19 października
- bitwa narodów pod Lipskiem; śmierć ks. Józefa Poniatowskiego, objęcie dowództwa przez ks. Antoniego Sułkowskiego[1][9]

30 października
- przejęcie naczelnego dowództwa sił polskich gen. J. H. Dąbrowskiego[1]

1 listopada
- przekroczenie Renu przez wojska polskie[1]

## 1814
6 kwietnia
- abdykacja Napoleona po niepomyślnej kampanii wiosennej[1]

30 kwietnia
- wymarsz wojsk polskich z Francji do kraju, po przeglądzie dokonanym uprzednio przez cara Aleksandra[1]